# Scott D'Amore
Scott Francis D'Amore (Windsor, 8 gennaio 1972) è un dirigente sportivo, allenatore ed ex wrestler canadese di origini italiane.
È principalmente ricordato per aver fondato il Team Canada ed aver allenato molti wrestler della Total Nonstop Action durante gli anni duemila.

## Carriera
Nel 1990, all'età di diciotto anni incomincia il tirocinio nel mondo del wrestling facendosi allenare da Doug Chevalier e debutta, il 14 giugno 1992, sconfiggendo Otis Apollo ad Amherstburg in Ontario.
Nel 1993 continua il suo tirocinio con Mickey Doyle, Denny Kass e nel giugno dello stesso anno incomincia a lavorare come jobber presso la WWF e la World Championship Wrestling (WCW), ruolo che ha continuato fino al 1996.
D'Amore, in collaborazione con Chuck Fader e "The Canadian Destroyer" Doug Chevalier, nel 1993 fonda la Border City Wrestling e, dopo che Chevalier (nel 1994) e Fader (nel 2000) fuoriescono dalla società, ne rimane l'unico proprietario.
Nel 1995 ha partecipato al "World Cup of Wrestling" disputato in Germania e nel 1996, partecipa al "Wrestle Association R and England" svoltosi in Giappone. Nello stesso anno, e per conto della "English Wrestling Federation", formò un tag team con Dave Clark che, ispirandosi ai giocatori di Hockey su ghiaccio prese il nome di "Gross Misconduct". Sul finire del 1996 D'Amore vende il suo Bastone da hockey su ghiaccio e ne acquista uno da golf per divenire "Chip Birdy", un golfista.
In seguito D'Amore ha lavorato come booker per promuovere il wrestling nella sua nazione (il Canada) e, oltre ad essersi occupato di produrre altre e diverse promozioni del Circuito indipendente, è stato l'allenatore di vari lottatori per conto della WCW Power Plant.
Nel 1998 D'Amore svolse un tryout match con Extreme Championship Wrestling (ECW) e, diventando amico di molti wrestler in forza a questa società, ne poté formare alcuni che in seguito parteciparono e vinsero nelle competizioni della sua società (BCW).
Nel febbraio del 2000 forma con Rhino una stable conosciuta come "The Syndicate" e con la quale sconfigge D'Lo Brown e, in seguito, il gruppo si espande fino ad includere Otis Apollo (The Arrogant), Johnny Swinger, Fantasy e Don Callis.
Nel corso del 2000 BCW chiude per diversi mesi ma nel marzo del 2001 ritorna sulle scene come formatrice dei talenti della Extreme Championship Wrestling (ECW), tra cui Tommy Dreamer, Johnny Swinger, Mikey Whipwreck, Sabu, Don "Cyrus" Callis e Nova.

In questo periodo D'Amore continua a svolgere il suo ruolo di allenatore presso la Can-An (una scuola di wrestling canadese e statunitense) in cui prepara dozzine di wrestler tra cui Alex Shelley e Petey Williams, quest'ultimo uno dei futuri membri del Team Canada.

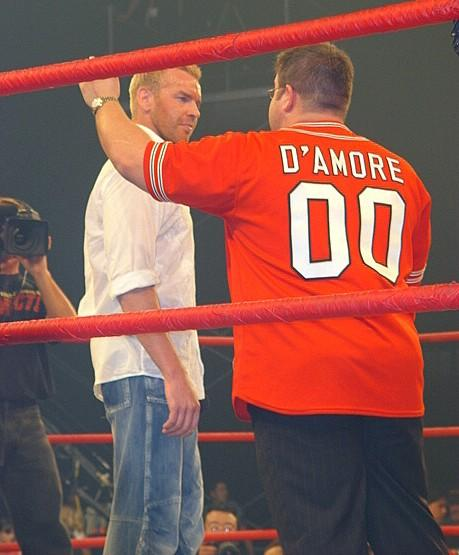
Scott D'Amore (di spalle) mentre parla con Christian Cage

Nel 2003 e come road agent, D'Amore incomincia il suo lavoro presso TNA introducendovi uno dei suoi pupilli (Chris Sabin) e apparendo, per la prima volta sullo schermo (nel 2004), come "Coach" del "suo" Team Canada, una stable heel di cui fu il creatore e che, dopo averne assunto la dirigenza, realizzò ispirandosi alle varie nazionali sportive canadesi, come ad esempio il Team Canada dell'hockey su ghiaccio. Per questo evento D'Amore conia per sé anche un nuovo ring name "Coach D'Amore" e grazie alle sue capacità di allenatore il team da lui fondato ottiene numerose vittorie. 
 
Nello stesso periodo si occupa anche della preparazione atletica dei wrestler ed assieme al responsabile per le relazioni con i talenti Terry Taylor, entra nel creative team member della TNA Academy.
Il 12 dicembre del 2004 organizza A Night of Appreciation for Sabu, uno spettacolo destinato alla raccolta di fondi per il wrestler Sabu, il quale dopo aver contratto un virus ed essere stato costretto a lunghe degenze ospedaliere, riesce comunque a ristabilirsi completamente. Lo spettacolo si tiene a Belleville nel Michigan e vi partecipano molti wrestler delle tre federazioni con cui D'Amore aveva in corso dei rapporti lavorativi (TNA, BCW ed ECW).
Nel maggio 2005 stanco delle sue stesse lunghe apparizioni televisive, D'Amore decide di ridurre le presenze e con lo scopo di spiegare le cause della sua assenza, durante il pay-per-view del TNA Slammiversary viene organizzato un kayfabe in cui, dopo un'aggressione di Lance Hoyt, D'Amore viene portato via in barella ed il Team Canada avrebbe in seguito dovuto parlare della sua (falsa) degenza per lunghe settimane.
D'Amore riappare sulle scene con lo scopo di promuovere il ritorno di Jeff Jarrett al NWA World Heavyweight Championship e fornire in seguito l'appoggio del Team Canada in favore della stable di Jarrett (Planet Jarrett).
Durante il Genesis svoltosi il 13 novembre dello stesso anno, D'Amore cerca di convincere il vecchio amico Christian Cage ad entrare a far parte del suo gruppo offrendogli la maglietta del Team Canada ed in seguito, verso la fine della serata, quando i membri del suo team intervengono per aiutare Jarrett ad abbattere il Team 3D, Cage fa il suo ingresso sulle scene. Cage, che sotto la sua giacca di Captain Charisma indossa la maglietta del Team Canada, dapprima abbraccia D'Amore ma poi, e con un Unprettier, lo tradisce aiutando il Team 3D nell'aggressione di Jarrett.
Nella TNA il Team Canada cessa di esistere dopo gli esiti di un all-or-nothing 8-man tag team match avvenuto il 13 luglio del 2006 quando, e dopo la sconfitta di A-1 contro Jay Lethal, viene imposto l'ordine di scioglimento in precedenza annunciato da Jim Cornette, il manager direttore della TNA. Durante quell'evento gli avversari del Team Canada furono Rhino, il Team 3D e lo stesso Jay Lethal.
Durante il Victory Road avvenuto il 19 luglio 2006 D'Amore dà l'addio ai membri del gruppo saliti sul ring (A-1, Johnny Devine, il capitano del Team Petey Williams e Tyson Dux) ed incolpa Eric Young di essere stato la vera causa dello scioglimento.
D'Amore non appare più in TNA fino al 19 giugno 2008, quando viene inquadrato mentre discute con Gail Kim, e riappare in un altro episodio di Impact dove viene frustato da James Storm e da un altro precedente membro del Team Canada Robert Roode.
Nel luglio del 2008, dopo la scadenza del contratto ritorna ad occuparsi della BCW.
Nell'agosto 2009, e con un contratto di primo road agent, ritorna in TNA per occuparsi della divisione di wrestler femminili Knockouts.
Il 3 febbraio 2010 D'amore lascia di nuovo la TNA ed annuncia che la BCW è in procinto di fondersi con la BSE Wrestling e formare in seguito la Maximum Pro Wrestling.

## Vita privata
D'Amore si è laureato in studi della comunicazione presso l'università di Windsor ed è il proprietario del ristorante Stars of the Game situato a LaSalle, in Ontario. La sua famiglia possiede la D'Amore Construction, un'impresa di scavi con sede a Windsor.

## Personaggio

### Mosse finali
- Canadian Destroyer (Front flip piledriver)
- D'Amoralizer (Spinning samoan driver)

### Wrestler di cui è stato manager
- A-1
- Bobby Roode
- Conrad Kennedy III
- Eric Young
- Jack Evans
- Jeff Jarrett
- Johnny Devine
- Kowabata
- Petey Williams
- Rhino
- Ruffy Silverstein
- Teddy Hart
- Tyson Dux

### Wrestler allenati
- A-1
- Alex Shelley
- Amazing N8
- Billy Streetman
- Bobby Lyles
- Brad Martin
- Chris Clontz
- Chris Sabin
- Christy Hemme
- Conrad Kennedy III
- Franco DeMarco
- Gutter
- Jamie D
- Manabu Soya
- Max Boyer
- Petey Williams
- Rhino
- Skull Ganz
- Tyson Dux

## Titoli e riconoscimenti
- Border City Wrestling
  - BCW Can-Am Heavyweight Championship (5 volte)
  - BCW Can-Am Tag Team Championship (1) – con Bobby Clancy

- Elite Wrestling Federation
  - EWF Tag Team Championship (1 time) con Johnny Swinger

- Michigan Championship Wrestling
  - MCW Can-Am Heavyweight Championship (1)

- Ultimate Championship Wrestling
  - UCW Heavyweight Championship (1)

- World Wrestling Superstars
  - WWS Heavyweight Championship (1)

- Midwest Territorial Wrestling
  - Tag Team Championship (1) con Otis Apollo

- Grand Prix Wrestling
  - Grand Prix Tag Team Championship (1)